# کورین فرانکو
کُرین فرانکو (فرانسوی: Corine Franco‎؛ زادهٔ ۵ اکتبر ۱۹۸۳) بازیکن فوتبال زنان اهل فرانسه در پست هافبک دفاعی است.
از باشگاه‌هایی که در آن بازی کرده می‌توان به باشگاه فوتبال زنان المپیک لیون اشاره کرد. او همچنین در تیم ملی فوتبال زنان فرانسه بازی کرده‌است.